# Stadio Hàng Đẫy
Lo stadio Hàng Đẫy, conosciuto anche come stadio di Hanoi (Sân vận động Hàng Đẫy), è un impianto sportivo polivalente sito in Hanoi, nel Vietnam. Viene utilizzato soprattutto per partite di calcio. Lo stadio ha una capacità di 22.000 posti.
Dal 2000 al 2005, lo stadio fu rinominato Stadium Hanoi.
Lo stadio è utilizzato oltre che per eventi sportivi anche per eventi culturali della città di Hanoi. Nel 1998, venne giocato la finale della Tiger Cup.
In questo impianto, giocano le loro partite in casa le quattro squadre di Hanoi.